# Lalden
Lalden (gsw. Lalu) – miejscowość i gmina (Politische Gemeinde) w południowej Szwajcarii, w kantonie Valais, w okręgu (Bezirk) Visp. Leży nad Rodanem.

## Demografia
W Lalden mieszka 688 osób. W 2021 roku 14,1% populacji gminy stanowiły osoby urodzone poza Szwajcarią. 